# Saint-Pierre-d'Oléron
Saint-Pierre-d'Oléron és una comuna francesa situada a l'Illa d'Oleron, al departament del Charente Marítim i a la regió de la Nova Aquitània. L'any 2007 tenia 6.204 habitants.

## Demografia

### Població
El 2007 la població de fet de Saint-Pierre-d'Oléron era de 6.204 persones. Hi havia 2.785 famílies de les quals 838 eren unipersonals (265 homes vivint sols i 573 dones vivint soles), 1.096 parelles sense fills, 647 parelles amb fills i 204 famílies monoparentals amb fills.
La població ha evolucionat segons el següent gràfic:
Habitants censats

### Habitatges
El 2007 hi havia 7.328 habitatges, 2.840 eren l'habitatge principal de la família, 4.295 eren segones residències i 193 estaven desocupats. 5.733 eren cases i 545 eren apartaments. Dels 2.840 habitatges principals, 1.982 estaven ocupats pels seus propietaris, 727 estaven llogats i ocupats pels llogaters i 131 estaven cedits a títol gratuït; 32 tenien una cambra, 200 en tenien dues, 727 en tenien tres, 952 en tenien quatre i 929 en tenien cinc o més. 2.227 habitatges disposaven pel capbaix d'una plaça de pàrquing. A 1.534 habitatges hi havia un automòbil i a 994 n'hi havia dos o més.

### Piràmide de població
La piràmide de població per edats i sexe el 2009 era:
| Homes | Edats   | Dones |
| ----- | ------- | ----- |
| 7     | 95 o +  | 23    |
| 16    | 90 a 94 | 58    |
| 48    | 85 a 89 | 84    |
| 43    | 80 a 84 | 80    |
| 174   | 75 a 79 | 185   |
| 169   | 70 a 74 | 214   |
| 224   | 65 a 69 | 239   |
| 176   | 60 a 64 | 202   |
| 177   | 55 a 59 | 161   |
| 205   | 50 a 54 | 208   |
| 167   | 45 a 49 | 164   |
| 154   | 40 a 44 | 227   |
| 180   | 35 a 39 | 197   |
| 167   | 30 a 34 | 225   |
| 171   | 25 a 29 | 174   |
| 108   | 20 a 24 | 98    |
| 181   | 15 a 19 | 150   |
| 172   | 10 a 14 | 125   |
| 212   | 5 a 9   | 118   |
| 128   | 0 a 4   | 139   |

## Economia
El 2007 la població en edat de treballar era de 3.641 persones, 2.524 eren actives i 1.117 eren inactives. De les 2.524 persones actives 2.180 estaven ocupades (1.176 homes i 1.004 dones) i 344 estaven aturades (141 homes i 203 dones). De les 1.117 persones inactives 492 estaven jubilades, 229 estaven estudiant i 396 estaven classificades com a «altres inactius».

### Ingressos
El 2009 a Saint-Pierre-d'Oléron hi havia 3.141 unitats fiscals que integraven 6.694,5 persones, la mediana anual d'ingressos fiscals per persona era de 17.533 €.

### Activitats econòmiques
Dels 712 establiments que hi havia el 2007, 5 eren d'empreses extractives, 15 d'empreses alimentàries, 3 d'empreses de fabricació de material elèctric, 20 d'empreses de fabricació d'altres productes industrials, 102 d'empreses de construcció, 238 d'empreses de comerç i reparació d'automòbils, 11 d'empreses de transport, 87 d'empreses d'hostatgeria i restauració, 8 d'empreses d'informació i comunicació, 18 d'empreses financeres, 44 d'empreses immobiliàries, 69 d'empreses de serveis, 48 d'entitats de l'administració pública i 44 d'empreses classificades com a «altres activitats de serveis».
Dels 204 establiments de servei als particulars que hi havia el 2009, 1 era una oficina d'administració d'Hisenda pública, 1 oficina del servei públic d'ocupació, 1 gendarmeria, 2 oficines de correu, 9 oficines bancàries, 2 funeràries, 8 tallers de reparació d'automòbils i de material agrícola, 1 taller d'inspecció tècnica de vehicles, 1 autoescola, 19 paletes, 11 guixaires pintors, 22 fusteries, 8 lampisteries, 8 electricistes, 13 empreses de construcció, 10 perruqueries, 4 veterinaris, 1 agència de treball temporal, 46 restaurants, 24 agències immobiliàries, 6 tintoreries i 6 salons de bellesa.
Dels 117 establiments comercials que hi havia el 2009, 1 era un hipermercat, 2 supermercats, 1 una gran superfície de material de bricolatge, 1 una botiga de més de 120 m², 2 botiges de menys de 120 m², 7 fleques, 5 carnisseries, 1 una botiga de congelats, 12 peixateries, 4 llibreries, 35 botigues de roba, 10 botigues d'equipament de la llar, 6 sabateries, 6 botigues d'electrodomèstics, 1 una botiga de mobles, 14 botigues de material esportiu, 2 drogueries, 3 joieries i 4 floristeries.
L'any 2000 a Saint-Pierre-d'Oléron hi havia 66 explotacions agrícoles que ocupaven un total de 936 hectàrees.

## Equipaments sanitaris i escolars
El 2009 hi havia 1 hospital de tractaments de curta durada, 1 hospital de tractaments de mitja durada (seguiment i rehabilitació), 1 centre d'urgències, 1 centre de salut, 4 farmàcies i 1 ambulància.
El 2009 hi havia 1 escola maternal i 4 escoles elementals. Saint-Pierre-d'Oléron disposava d'un col·legi d'educació secundària amb 502 alumnes.

## Poblacions més properes
El següent diagrama mostra les poblacions més properes.